# Kjell-Henry Dahlberg
Kjell-Henry Dahlberg, född 2 juli 1948 i Grängesberg, död 13 mars 2012 i Hässelby, var en svensk TV-profil.
Dahlberg växte upp i Grängesberg i Ludvika kommun men flyttade på 1970-talet till Stockholm. Mest känd var han för sina matkurser i Utbildningsradion samt för sin medverkan i TV-reklamen för Vasakronan. Fraserna "Dra in magen, så jag kommer förbi och fram" och "Slå av värmen, Britta" blev kända.
Under Dahlbergs sista år kunde lyssnarna i Robert Aschbergs radioprogram i Radio 1 höra honom ringa in ett fåtal gånger. Han är gravsatt i minneslunden på Skogskyrkogården i Stockholm.